# OpenRaster
OpenRaster es un formato de archivo propuesto para el intercambio común de imágenes basados en capas entre los editores de Gráficos Rasterizados. Está pensado para reemplazar las antiguas versiones del formato PSD de Adobe. OpenRaster todavía está en desarrollo y por el momento es soportado por unos pocos programas. La extensión de archivo por defecto para OpenRaster es ".ora"

## Historia
Durante años el formato de archivo PSD de Adobe Photoshop fue utilizado como un formato entre aplicaciones para imágenes basadas en capas. Adobe permitió esto liberando la especificación del formato públicamente. Sin embargo, en 2006 Adobe cambió esta licencia para sólo garantizar acceso y uso de la especificación y la documentación "para propósitos de desarrollo interno de los programas" que tengan conexión con productos Software de Adobe incorporando porciones o la totalidad de las muestras de código dentro del desarrollo del programa. En respuesta a esas restricciones, el formato Open raster fue propuesto en la primera Libre Graphics Meeting en Lyon, Francia, en el verano de 2006 y es un derivado del formato de archivo OpenDocument, el cual ha sido previamente criticado como demasiado complejo.

## Requerimientos
Los siguientes requerimientos deben hacerse presentes:

### General
- Documentación Completa disponible libremente.
- Formato de archivo tipo OpenDocument (archivo con múltiples archivos dentro).
- Extensible, aunque extensiones indocumentadas y privadas deberían ser excluidas. Cualquier extensión debería ser añadida a la especificación y documentación del formato de archivo.
- Las aplicaciones no deben pretender soportar todas las características del formato de archivo, pero durante la manipulación del archivo, no deberían perder ninguna información que no pudieran manejar.

### Metadatos
- Almacenamiento de metadatos utilizando etiquetas {XMP - Dublin Core - IPTC}
- Posibilidad de almacenar etiquetas de metadatos por capa.
- Almacenamiento de etiquetas EXIF.
- Todos los datos de texto deben estar en Unicode (UTF-8 o UTF-16).

### Capas
- Almacenamiento de múltiples capas.
- Almacenamiento de las coordenadas de cada capa.
- Almacenamiento de las opciones de mezclado (composición) para cada capa.
- Almacenamiento de ajustes de capas.
- Almacenamiento de los efectos de capa.
- Grupos de capas.
- Información de color - Perfil - Espacio de color.

### Otros
- Almacenamiento de curvas, curvas recortadas, texto sobre curva.
- Selecciones, máscaras.
- Documentos embebidos dentro de la estructura Open Document.
- Soporte para Deshacer/Historial de comandos/Acciones como el PSD.

### Propuestas y Extensiones
- Paleta.
- Fuentes embebidas (Propuesta de extensión).
- Páginas múltiples.
- Soporte para animación usando múltiples páginas y un temporizador como en el PSD.

## Desafíos
Uno de los mayores problemas es que no todas las características están disponibles en todos los programas. La imagen puede no ser mostrada de la misma forma en diferentes aplicaciones, especialmente en lo que respecta a los ajustes y filtros de capas. Los "visores" y aplicaciones como Inkscape o Scribus todavía no tienen ninguna implementación de aquellas características.
Una solución alternativa es el almacenamiento opcional de una capa extra conteniendo todos los datos de píxel representados como han sido vistos luego del procesado de la imagen, o posiblemente, una instantánea de menor resolución apropiada para previsualizaciones y miniaturas.
Diferentes niveles de implementación pueden ser definidos, como: pequeño, sencillo, normal, completo y personalizado.

## Soporte de Aplicaciones
Open Raster tiene soporte limitado en unos pocos programas, y entre estos, el uso de aplicación cruzada no se lleva a cabo sin costuras.[cita requerida]
| Aplicación | Estado                                                                             |
| ---------- | ---------------------------------------------------------------------------------- |
| MyPaint    | Formato de trabajo por defecto.                                                    |
| GIMP       | Implementado a partir de la versión 2.8. Plugin externo para versiones anteriores. |
| Krita      | Soportado.                                                                         |
| DrawPile   | Básico (versión de desarrollo)                                                     |
| Nathive    | Formato por defecto desde versión 0.908.                                           |
| Pinta      | Soporte comenzado en la versión 0.4.                                               |